# Berula bracteata
Berula bracteata är en växtart i släktet bäckmärken och familjen flockblommiga växter.

## Utbredning
Arten är endemisk på St. Helena.